# Tosser
Ein Tosser ist ein im FidoNet übliches Programm zur Verwaltung einer Messagebase.
Der Tosser erhält vom Mailer Dateien, in denen in einem bestimmten Format Nachrichten enthalten sind. Diese werden ggfs. entpackt und dann in die einzelnen Bereiche der Messagebase einsortiert (tossen, eintossen).
Außerdem werden eingegangene Nachrichten für alle Links gepackt und bereitgelegt, die den jeweiligen Nachrichtenbereich abonniert haben (aufgeschaltet sind).
Wird lokal auf dem System eine Nachricht geschrieben, so muss der Tosser diese finden, exportieren, gegebenenfalls packen und dem Mailer in geeigneter Art und Weise zum Versand übergeben. Der Tosser sorgt in einer überwiegenden Anzahl der Fälle auch für die Wartung der Messagebase, also für das Löschen zu alter Mail, Defragmentierung, oft auch für die automatisierte Neuanlegung und Löschung von Nachrichtenbereichen.
Je nach Mailer kümmert sich der Tosser ausschließlich um öffentliche Nachrichten (FrontDoor) oder auch um die Verarbeitung von NetMail (Binkley-Style), die oftmals in verschiedenen Messagebase-Formaten gespeichert werden.
Die Wahl des Tossers hängt stark von der Wahl des Messagebase-Formats ab, von der Wahl des Editors und des Mailers. Etliche Tosser unterstützen verschiedene Mailer-Outbound-Formate und verschiedene Messagebase-Formate.

## Bekannte Tosser
- FastEcho
- FMail
- GEcho
- HPT
- IMail
- Squish
- Foozle (Amiga)

## Filetosser
Außerdem gibt es so genannte Filetosser.
Außer den öffentlichen Nachrichtenbereichen (Echos) gibt es in Fidokompatiblen Netzwerken auch sogenannte Fileechos. In Fileechos werden Dateien verbreitet. Die Filetosser besitzen hier eine ähnliche Aufgabe wie die Mailtosser für die Mail, fungieren gelegentlich aber auch als Requestprozessor.

### Bekannte Filetosser
- Allfix
- FileScan
- HTick